# Halysisis diaphana
Halysisis diaphana är en mossdjursart som först beskrevs av Busk 1860.  Halysisis diaphana ingår i släktet Halysisis och familjen Savignyellidae. Inga underarter finns listade i Catalogue of Life.